# Peromyia intonsa
Peromyia intonsa är en tvåvingeart som beskrevs av Jaschhof 2004. Peromyia intonsa ingår i släktet Peromyia och familjen gallmyggor. Inga underarter finns listade i Catalogue of Life.